# Atelierwoning (architectuur)
Een atelierwoning is een woning die tevens gebruikt kan worden als atelier (voor kunstenaars). Dergelijke woningen hebben vaak extra grote raampartijen voor voldoende inval van daglicht (bij voorkeur op het noorden). Wanneer atelierwoningen onderdeel zijn van het woningbestand van een woningcorporatie worden ze afzonderlijk toegewezen van de 'gewone' woningen.

## Bekende (complexen van) atelierwoningen in Nederland of van Nederlandse architecten
| Naam                                                   | Plaats               | Architect                  | Bouwjaar   | Gebruiker(s) | Rijksmonument?        | Afbeelding                                              |
| ------------------------------------------------------ | -------------------- | -------------------------- | ---------- | --- | --------------------- | ------------------------------------------------------- |
| Atelierwoningen Zomerdijkstraat                        | Amsterdam-Zuid       | Zanstra, Giesen en Sijmons | 1932-1934  | o.a. Herman Kruyder, Charlotte van Pallandt, Jaap Wagemaker, Gerrit Jan van der Veen, Jan Wolkers, Piet Esser, Paul Grégoire en Fred Carasso | 515343                | Atelierwoningen Zomerdijkstraat, Amsterdam              |
| Huis Unger                                             | Bussum               | Mart van Schijndel         | 1901, 1981 | Gerard Unger en Marjan Unger |                       | Parklaan 29a, Bussum                                    |
| Atelierwoningen Van Karnebeekstraat 97-119, Geuzenveld | Amsterdam Nieuw-West | Van Tijen, Boom, Posno     | 1959       | | Gemeentelijk monument |                                                         |
| Atelierwoning aan de Willem van de Veldekade           | Heemstede            | H.A. van den Eijnde        | 1921       | H.A. van den Eijnde | 508455                | Atelierwoning aan de Willem van de Veldekade, Heemstede |
| Van Doesburghuis                                       | Meudon (Frankrijk)   | Theo van Doesburg          | 1930       | Theo van Doesburg |                       | Atelier Theo van Doesburg                               |
| Atelierwoning (Warffum)                                | Warffum              | Job Hansen                 | 1930       | Ekke Kleima | 335836                | Atelierwoning in Warffum                                |

## Bekende atelierwoningen in België of van Belgische architecten/ontwerpers
| Naam                            | Plaats      | Architect/Ontwerper | Bouwjaar         | Gebruiker(s)                         | Beschermd monument sinds: | Afbeelding |
| ------------------------------- | ----------- | ------------------- | ---------------- | ------------------------------------ | ------------------------- | ---------- |
| Woning Pieter De Bruyne         | Aalst       | Pieter De Bruyne    | verbouwd in 1972 | Pieter De Bruyne, Christian Kieckens | 2007                      |            |
| Huis Braem - Severin            | Deurne      | Renaat Braem        | 1957-58          | Renaat Braem                         | 1995                      |            |
| Atelierwoning Gaston Eysselinck | Gent        | Gaston Eysselinck   | 1930-31          | Gaston Eysselinck                    | 1994                      |            |
| Woning en atelier van Horta     | Sint-Gillis | Victor Horta        | 1898-1901        | Victor Horta                         | 1963                      |            |
| Bloemenwerf                     | Ukkel       | Henry Van de Velde  | 1895             | Henry Van de Velde                   | 1983                      |            |
| Atelierwoning Marc Dessauvage   | Zedelgem    | Marc Dessauvage     | 1978-1980        | Marc Dessauvage                      | 2008                      |            |